# 日田藩
日田藩（ひたはん）は、日本の豊後国日田郡にあった江戸時代の藩である。永山城、日田陣屋を藩庁とする行政区分のことを特にいう。

## 隈藩から日田藩まで
安土桃山時代末期、大友氏が改易となったことで1594年（文禄3年）に宮城豊盛が、蔵入地となった日田・玖珠郡の代官として、日田郡に赴任して同郡竹田村隈に日隈城を築き居城する。1596年（慶長元年）に播磨国明石から毛利高政が2万石で移封し、宮城家に代わって日隈城に居城した。この毛利家支配の藩を隈藩（くまはん）ともいう。
1600年の関ヶ原の戦いののち毛利家が2万石で豊後国佐伯に移封となると、1601年に小川光氏が日田に入る。この年に日田郡は3分割され、豊後国玖珠郡森に入封した来島家（久留島氏・来島長親）の所領（日田郡20か村3802石）と佐伯藩毛利家の預かり地（日田郡、玖珠郡内2万7953石）、そして小川家の治める分（日田郡、玖珠郡、速見郡内約2万石）となった。小川家の入領について、知行としてか代官としての赴任かについては不明であるが、大名としての入封であるとの説が中野等（九州大学院教授）によって立てられている。

## 藩と代官支配
1616年（元和2年）、譜代大名の石川忠総が美濃国大垣から6万石（日田郡、玖珠郡、速見郡内）で日田郡に封じられ、丸山城に入ったが、1633年（寛永10年）に下総国佐倉に転封し、領地は小笠原家2藩（中津藩・杵築藩）の預り地となった。1639年（寛永16年）日田郡領は森藩領を除いて幕府直轄領として管理されるところとなり、初代代官に小川藤左衛門、小川九左衛門の2名が入領した（2人制）。第2代小川代官の時、1665年（寛文5年）に百姓一揆である日田騒動が起り、代官は改易、翌年新任の代官が送られるまで、肥後国熊本藩（細川綱利）の預り地となる。
1682年（天和2年）、播磨国姫路から減封で松平直矩（結城松平家）が7万石で入封したが、1686年（貞享3年）に出羽国山形へと転封となった。これ以降、日田郡は幕府直轄領として大政奉還を迎え、大名が所領することはなかった。

## 歴代藩主
豊臣政権下
（隈藩）
毛利家（藤原姓）
　譜代（豊臣時代）　2万石（6万石とも）（日田郡、玖珠郡内）（同両郡内の蔵入地代官兼任）　1596年（慶長元年）入封　
1. 高政

徳川政権下
（日田藩）
小川家（代官説あり）
　外様　2万石（日田郡、玖珠郡、速見郡内）　1601年（慶長6年）入封
1. 光氏

石川家（家成流）
　譜代　6万石（日田郡、玖珠郡、速見郡内）　1616年（元和2年）入封
1. 忠総

越前松平家
　親藩　7万石（日田郡、宇佐郡内および豊後高松）　1682年（天和2年）入封
1. 直矩